# Komunistyczna Partia Finlandii
Komunistyczna Partia Finlandii (KPF) (fiń. Suomen Kommunistinen Puolue) – partia polityczna założona w 1918 roku w Moskwie, od 1919 sekcja Międzynarodówki Komunistycznej. Do 1944 zdelegalizowana w Finlandii. Większość przywódców, wywodzących się z lewego skrzydła Fińskiej Partii Socjaldemokratycznej po upadku powstania komunistycznego w Finlandii w 1918 działała w ZSRR (m.in. Otto Kuusinen). W 1944 z jej inicjatywy został utworzony Demokratyczny Związek Narodu Fińskiego, w którego składzie KPF wchodziła do parlamentu i rządu. W 1986 podzieliła się na dwie frakcje: KPF i KPF-Jedność, które w 1990 weszły w skład nowo utworzonego Związku Lewicy.

## Historia
W 1918 roku czerwoni przegrali fińską wojnę domową. Socjaldemokratyczna Partia Finlandii poparła stronę przegranych, a kilku z jej przywódców udało się do Związku Radzieckiego. Część z tych uchodźców założyła w Moskwie Komunistyczną Partię Finlandii. SKP była nielegalna w Finlandii aż do 1944 roku. Po wojnie kontynuacja SKP zdominowała Demokratyczny Związek Narodu Fińskiego, który został założony w 1944 roku jako organizacja zrzeszająca ugrupowania radykalnej lewicy.
W latach 1944–1979 poparcie wyborcze dla Demokratycznego Związku Narodu Fińskiego mieściło się w przedziale 17–24%. Komuniści uczestniczyli w kilku rządach, ale Finlandia nigdy nie miała komunistycznego premiera lub prezydenta. W połowie 1960 roku Departament Stanu USA szacował liczbę członków partii na około 40 000 (1,44% populacji w wieku produkcyjnym). SKP otrzymywała znaczną pomoc finansową od Związku Radzieckiego. Na linii SKP-Moskwa dochodziło jednak do częstych zgrzytów, radzieckie groźby wycofania poparcia były głównym powodem tego, że reformiści zdecydowali się nie wydalić z partii nieugiętej stalinowskiej mniejszości (tzw. taistoistów, nazywanych tak od imienia przywódcy tej frakcji Taisto Sinisalo).
Głównym rywalem SKP w dominacji na lewicy była Socjaldemokratyczna Partia Finlandii. Komuniści stopniowo tracili poparcie, osłabieni przez wewnętrzne spory. Taistoiści często atakowali eurokomunistów w kierownictwie partii. W praktyce partia składała się z dwóch równoległych struktur. W 1985-1986 wykluczono z partii dużą liczbę Taistoists, setki organizacji partyjnych z tysiącami członków. Założyli oni Komunistyczną Partię Finlandii (Jedność). Upadek Związku Radzieckiego doprowadził do ideologicznych konfliktów w partii. Złe inwestycje zrealizowane w latach rządów Aalto spowodowały bankructwo finansowe w 1992. Większość działaczy SKP, razem z innymi organizacjami członkowskimi SKDL, założyła w 1990 roku Sojusz Lewicy.
SKP (jedność) zarejestrowała się jako Komunistyczna Partia Finlandii w 1997 roku. Jej wynik w wyborach w 2007 roku wyniósł 0,7%.